# Fundo Europeu de Estabilização Financeira
O Fundo Europeu de Estabilização Financeira (FEEF) foi criado pelos países da zona euro em 9 de maio de 2010 no âmbito do Mecanismo Estabilização Financeira. O Fundo já interveio para ajudar a Irlanda, Portugal e a Grécia e foi resultado da crise econômica e financeira mundial, que obrigou a Comissão Europeia a tomar medidas que levaram à criação deste fundo de caráter europeu. Com o agravar das crises e a pressão do Fundo Monetário Internacional e do Banco Central Europeu, foi necessário alargar as competências do FEEF, nomeadamente a compra de obrigações para fazer baixar os juros exigidos a vários países, como Espanha e Itália. O fundo tem autorização para obter financiamento até 1 bilhão de euros.
Atualmente o FEEF não provém mais assistência financeira. Isso ficou em cargo do Mecanismo Estabilização Financeira. A última assistência financeira foi para a Grécia e terminou em 30 de Junho de 2015. No entanto, mesmo após esta data, o FEEF continua a operar para receber os pagamentos dos empréstimos para os países beneficiados, ajustando juros e pagamentos aos títulares. A missão do FEEF e Mecanismo Estabilização Financeira é garantir estabilidade no sistema financeiro da Europa, provendo assistências financeiras aos países da Zona do Euro. O FEEF obtém dinheiro através da emissão de obrigações. Os membros da zona euro, que são os “acionistas” do fundo, constituem o garante do pagamento dessa dívida, o que permite financiamento a taxas de juro reduzidas. O dinheiro captado pelo fundo é depois emprestado aos Estados-membros com taxas ligeiramente superiores.
O Fundo está sediado em Luxemburgo e tem como diretor geral e responsável máximo Klaus Regling, antigo funcionário no ministério das finanças alemão nos anos 90s e diretor geral pelos assuntos fiscais e financeiros da Comissão Europeia entre 2001 e 2008.

## Objetivos
Este fundo foi criado como salvaguarda financeira dos países da zona euro, perfazendo um total de 750 Bilhões (português: mil milhões) de Euros, tendo ficado totalmente operacional em agosto de 2010, sendo o final da sua maturidade em junho de 2013. Do mesmo modo, este Fundo Europeu tem como objectivo permitir a revitalização do sistema financeiro a nível da banca europeia. Um aspeto mais técnico mas bastante importante foi a avaliação por parte das agências de rating (Standard & Poor's e Fitch Ratings, Moody's), tendo recebido a notação máxima (risco mínimo) AAA.
Assim se comprova a importância do fundo a nível do apoio a países com problemas relativamente à divida publica. A Irlanda e a Grécia recorreram a cerca de 440 mil milhões de euros vindos deste Fundo de Estabilidade.
Alguns países da zona euro como a Grécia, a Irlanda e Portugal já acionaram este mecanismo de apoio europeu, tendo recorrido a cerca de 440 mil milhões de euros vindos deste Fundo de Estabilidade, o que levou à ponderação por parte dos restantes países de um alargar do fundo assim como de um maior e significativo reforço, havendo mesmo países e economistas que defendem a implementação sem termo deste fundo.
No entanto este reforço tem sido ao mesmo tempo alvo de polémica, visto a Alemanha, grande financiador do fundo, ter algumas reticências sobre a operação, o que já levou o presidente da comissão europeia Durão Barroso a criticar os alemães publicamente.
No entanto, a chancelaria alemã argumenta que um possível aumento do capital investido no fundo, poderia levar os mercados a reagir com a lógica inversa, isto é, entender o alargamento do fundo como a resposta a pedidos de ajuda de novos países europeus, podendo mesmo por em causa a avaliação AAA por parte das agências de rating, facto que pode prejudicar e comprometer o futuro do fundo.
No entanto, naturalmente que este fundo não tem só aspetos positivos e por isso mesmo tem sido alvo de críticas bastante duras. Entre as críticas dos analistas, está o valor cobrado pelos empréstimos aos países em crise orçamental (Grécia e Irlanda) que foi considerado demasiado elevado, assim como o facto de não ter conseguido evitar o efeito contagioso da crise europeia.
Esta crítica a este fundo é igual à feita ao fundo monetário internacional, visto em parte estes fundos terem como objectivo também o retorno económico para os países que emprestaram dinheiro para a sua constituição. Este facto naturalmente leva às criticas e às questões por parte de muita gente, sobre se o real interesse dos países constituintes do fundo é a ajuda ou o retorno económico (com a cobrança de taxas de juro relativamente altas).
Este fundo apresenta portanto um caráter de certa forma de concorrência ou por outro lado cooperação com o Fundo Monetário Internacional. Por exemplo em países como Grécia ou Irlanda a ajuda internacional for repartida entre o Fundo Europeu de Estabilização Financeira e o FMI. Este conjugar dos dois fundos como referi tem os seus aspetos positivos em termos de capacidade de ajuda conjunta, no entanto retém sempre a questão do preço cobrado aos países ajudados, o que levanta às polémicas questões sobre os interesses dos mesmos.